# Johannes Drost
Johannes Drost (Rotterdam, 22 giugno 1880 – Rotterdam, 18 settembre 1954) è stato un nuotatore olandese.
Partecipò alle gare di nuoto della II Olimpiade di Parigi del 1900 e vinse una medaglia di bronzo nei 200 m dorso.